# Nieczuja (herb szlachecki)

Herb Nieczuja w wersji z naturalnym pniem

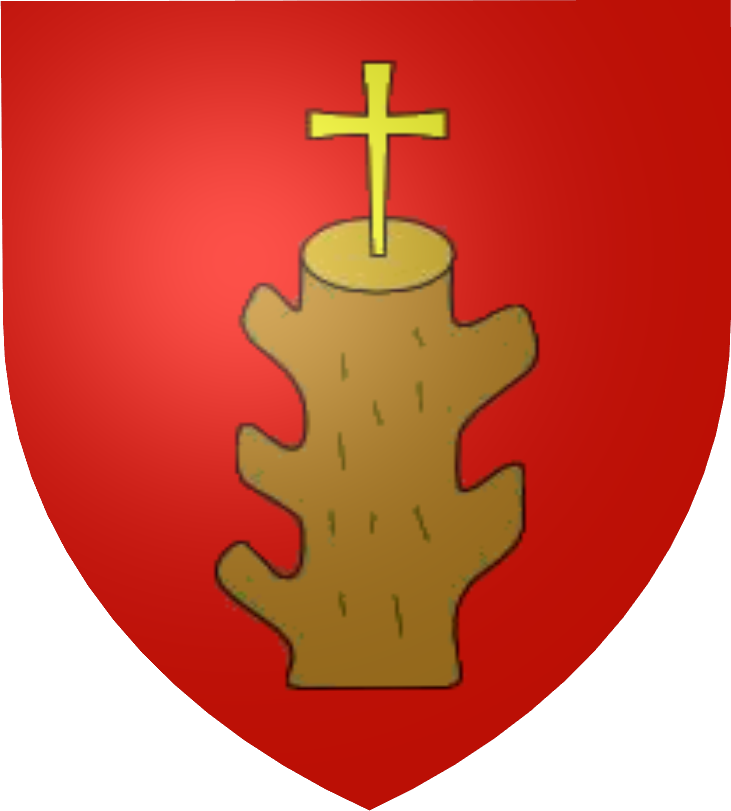
Herb Nieczuja w wersji małej, z naturalnym pniem

Nieczuja (Cielech, Cielechy, Cielepele, Czelepele, Ostrew, Ostrzew, Nieczyja, Necznia, Pień, Słup) – polski herb szlachecki.

## Opis herbu
W polu czerwonym ostrzew srebrna lub naturalna z zaćwieczonym krzyżem złotym lub srebrnym. Sęków pięć lub sześć, zazwyczaj trzy po stronie prawej. W klejnocie między czarnymi skrzydłami orlimi samo godło.
Istnieje wersja bez krzyża i z pięcioma piórami strusimi w klejnocie.
Pierwotna średniowieczna wersja miała błękitne tło i srebrny pień oraz ostrzew z ośmioma sękami. Na wierzchu nabity był krzyż kawalerski, także srebrny. Dopiero w wiekach późniejszych krzyż przybrał kolor złoty a tło zostało zmienione na czerwone.

## Najwcześniejsze wzmianki
Najstarsza pieczęć z 1286, najstarsza wzmianka z 1397. Najwcześniejsze źródło heraldyczne wymieniające herb to datowane na lata 1464–1480 Insignia seu clenodia Regis et Regni Poloniae polskiego historyka Jana Długosza, który zalicza go do rdzennie polskich. Zapisuje on informacje o herbie wśród 71 najstarszych polskich herbów szlacheckich we fragmencie: "Nyeczuya, que truncum arboreum frondosum album in campo celestino defert. Genus Polonicum prouidum." .

## Herbowni
Abramowski, Abudowicz, Abuniewicz, Achramowicz, Adamczowski, Adamowski, Albrychtowicz, Bartlewicz, Bartosina, Barzycki, Batocki, Bazar, Białkowski, Biciutko, Biczysko, Bieńkowski, Biernacki, Biszewski, Branwicki, Bratkowski, Bystrzejowski, Byszewski, Byszowski, Cebulka, Chlebowski, Chłopicki, Chomątkowski, Chomentowski, Chomętowski, Chustecki, Chustka, Cieniewski, Cybowicz, Cybulka, Czaszewicz, Czechowski, Czerniewski, Czewil, Czywil, Darafijewicz, Dąbrowski, Dembiński, Dersław, Dębiński, Dmitriew, Dmitrowicz, Dobieszkowski, Dobrowolski, Dobrzechowicz, Dobrzechowski, Domaszewski, Domżalski, Dowgielewicz, Dowgwił, Dowgwiłło, Dowmont, Dworzecki, Dymitr, Dziemieszkiewicz, Dzierzek, Dzierżek, Dzierżko, Dzieszkowski, Dzimitrowicz, Dźmitrowicz, Fiackiewicz, Flerybnowicz, Frąckiewicz, Fronckiewicz, Galicz, Gastełło, Gembicki, Gębicki, Gładysz, Gładyszewski, Goły, Grabionek, Graboszewski, Grabowski, Grębarski, Gręborski, Gręboszewski, Gręboszowski, Grzymułtowski, Gulyacz, Gumiński, Hajdukiewicz, Haściełł, Hościełło, Imielski, Jancelewicz, Jancewicz, Jegierski, Jemielski, Jokiewicz, Judenicz, Judynicz, Judynowicz, Jurkiewicz, Kachowski, Kapuściński, Kaupowicz, Kielczewski, Kiełtyk, Kiełtyka,  Kochowski, Kocięcki, Koja, Kongel, Kongiel, Koniarkowski, Koniatowski, Konieński, Koniński, Korniakt, Kostecki, Kozubski, Krassuski, Krasuski, Krobicki, Krzesiński, Krzyniecki, Kurek, Kuropatnicki, Kwieciński, Lipicki, Lubowiecki, Łętowski, Łoknicki, Łomiński, Łomnicki, Łosiewski, Łotocki, Łotycki, Łukawski, Łukowski, Machocki, Machowski, Małożewski, Mikuta, Miładowski, Miłaszowski, Minczewski, Miniewicz, Miniewski, Minutto, Mniowski, Modrzewski, Monstowicz, Moszczowski, Moszczukowski, Mroczek, Mroczko, Murcz, Myślichowski, Nackiewicz, Nackowicz, Nadłętowski, Nagorski, Nagorzyński, Nagórski, Naklicki, Narwojn, Narwoyn, Nieciewicz, Nieczuj, Nieczuja, Nieczulski, Nieczykowski, Niekrasz, Niekraszewicz, Niekraś, Niesłuchowski, Niewroszewicz, Olszewski, Orlik, Ostrowski, Ostrzański, Ostrzyński, Pacewicz, Parnicki, Parznicki, Pełka, Pęchowski, Pilchowski, Piotrkowski, Piotrowski, Piottuch, Piotuch, Plewiński, Pomarzeński, Pomorski, Praczyk, Praski, Prasol, Prasoł, Przełęcki, Przyałgowski, Przyjałgowski, Przyłęcki, Pstrowicz, Pujdokiewicz, Radwański, Raguski, Roguski, Rosiejewski, Rosiejowski, Roszkowski, Rupejko, Sadleński, Sadlewski, Sadliński, Sadzicki, Sajewski, Sarna, Schuliński, Sekucki, Sekuła, Semko-Witkiewicz, Sędzicki, Skrzynicki, Slanka, Słobaczyński, Smoleński, Smoliński, Sniczko, Snieszek, Stanechowski, Stanek, Starzechowski, Stefański, Styrbowicz, Sulimowski, Szatrowski, Szklanka, Szpakowski, Szumiałło, Szumiat, Szumiato, Szumieński, Szumiński, Szumlański, Szumleński, Ślanka, Śniczko, Śnieszek, Śnieszko, Śnieszkowski, Śnieżek, Śnieżko, Świackiewicz, Świackowicz, Świder, Trojan, Ulanowski, Ułanowski, Urbański, Wapowski, Wichorski, Widlic, Widlica, Wielogórski, Wierzbicki, Wilczepolski, Wilczewski, Wilczopolski, Wilczopski, Wilczowski, Wilczycki, Wilgocki, Wilkicki, Wilkiewicz, Wilkocki, Wilkowski, Winowski, Witkiewicz, Witort, Witosławski, Włodek, Wolmiński, Wołmiński, Wszeborski, Wysocki, Zakowicz, Zamięcki, Zarogowski, Zbigniewski, Zdzierszek, Zdzierżek, Zegrowski, Zemęcki, Zgierski, Ziemecki, Ziemiecki, Ziemięcki, Zimnicki, Ziomacki, Zużelnicki, Zybort, Żakowicz, Żukowski, Żurawski.
- Błędną jest informacja podawana w wielu wydawnictwach, że herbem tym legitymowali się też Slascy vel Ślascy. Jest to powielanie pomyłki popełnionej przez Duńczewskiego. W rzeczywistości wszyscy Slascy (Ślascy) należą do rodu pieczętującego się herbem Grzymała[6]

## Znani herbowni
Znanymi herbownymi tego herbu są:
- Krzysztof Grzymułtowski (1620-1687), wojewoda Poznania, dyplomata i członek Sejmu
- Wespazjan Kochowski (1633-1700), historyk, filozof i poeta barokowy
- Walenty Łukawski (zmarł w 1773), rotmistrz, członek konfederacji barskiej
- Józef Chłopicki (1771-1854), baron, generał Napoleona
- Henryk Dembiński (1791-1864), inżynier, podróżnik i generał
- Stanisław Ignacy Witkiewicz (1885-1939), malarz, pisarz i filozof
- Stanisław Witkiewicz (1851-1915), malarz, architekt i teoretyk
- Karol Urbański (ur. ok. 1740), poseł na Sejm Czteroletni, agitator polityczny w czasie powstania kościuszkowskiego
- Michał Urbański (zm. ok. 1748), podczaszy żydaczowski